# Lê Tấn Bửu
Lê Tấn Bửu (30 tháng 4 năm 1922 – 13 tháng 5 năm 2012), bút danh Kỳ Sơn, là sĩ quan Quân lực Việt Nam Cộng hòa, cấp bậc Trung tá và cựu Nghị sĩ Thượng nghị viện thời Đệ Nhị Cộng hòa.

## Tiểu sử

### Thân thế và học vấn
Lê Tấn Bửu sinh ngày 30 tháng 4 năm 1922 tại làng Long Thuận, tỉnh Đồng Tháp, Nam Kỳ, Liên bang Đông Dương.
Năm 1955, ông tốt nghiệp Trường Cao đẳng Kỹ thuật Công binh (ESTG) tại Versailles, Pháp, về sau còn thi đậu lấy bằng Cử nhân Giáo khoa Anh văn tại Trường Đại học Văn khoa Sài Gòn vào năm 1962.

### Sự nghiệp chính trị
Lê Tấn Bửu lên làm Tổng Thư ký Ban chấp hành Việt Nam Dân chủ Xã hội Đảng tỉnh bộ Châu Đốc từ năm 1947 đến năm 1948.
Ngoài ra, ông còn đảm nhận các chức vụ quân sự như Trưởng phòng Nhất, Bộ Tham mưu Đệ Nhất Quân khu từ năm 1950 đến năm 1953. Giám đốc Công binh, Đệ Tứ Quân khu từ năm 1955 đến năm 1956. Sau khi thoái ngũ, ông vào làm Kỹ sư cho hãng Johnson, Drake and Piper từ năm 1958 đến năm 1960.
Về sau, ông làm Phụ tá Tổng Giám đốc Thông tin kiêm Thanh tra trưởng từ năm 1960 đến năm 1963. Kế đến là Phụ tá Cảnh sát Đặc biệt trực thuộc Tổng nha Cảnh sát Quốc gia từ năm 1964 đến năm 1965. Sau chuyển sang công tác tại Tổng cục Chiến tranh Chính trị qua chức vụ Phụ tá Tổng cục trưởng từ năm 1965 đến năm 1966 và Trưởng khối Kế hoạch từ năm 1966 đến năm 1967.
Ngày 3 tháng 9 năm 1967, ông được bầu làm Nghị sĩ Thượng nghị viện pháp nhiệm I thuộc Liên danh Trời Việt cho đến năm 1973. Trong hoạt động nghị trường dưới thời Đệ Nhị Cộng hòa, ông từng làm Tổng Thư ký Khối Cộng hòa và Chủ tịch Ủy ban Thông tin và Công chánh Thượng nghị viện.

### Sau năm 1975
Sau biến cố 30 tháng 4 năm 1975, ông bị chế độ cộng sản đưa đi học tập cải tạo mãi đến năm 1987 mới được trả tự do.
Năm 1992, ông cùng gia đình xuất cảnh sang Mỹ theo diện HO và chọn định cư tại bang Virginia.
Ông qua đời ngày 13 tháng 5 năm 2012 tại Virginia, hưởng thọ 90 tuổi.

## Đời tư
Lê Tấn Bửu là tín đồ Phật giáo Hòa Hảo, đã lập gia đình và có 3 người con trai và 3 cô con gái.

## Tổ chức
Lê Tấn Bửu còn tham gia nhiều tổ chức, đoàn thể và hiệp hội như sau:
- Ủy viên Ban Chấp hành Hội APE.
- Hội trưởng Hội Việt Nam Dân Trí.
- Cố vấn Hội Cựu Chiến sĩ Việt Nam.
- Hội trưởng Hội Việt Nam Phước Thiện.
- Chủ tịch Viện Đại học Dân Trí Long Xuyên.
- Phó Chủ tịch Cơ quan Khảo cứu Văn hóa Kỹ thuật Việt Nam.

## Ấn phẩm
- Nguyệt san Tri hành, Sài Gòn, 1969.

## Vinh danh
- Tham Mưu Bội Tinh Đệ Nhất Hạng.
- Chương Mỹ Bội Tinh Đệ Nhất Hạng.
- Không Vụ Bội Tinh Hạng Danh Dự.
- Chiến Dịch Bội Tinh 49 - 54.
- Quân Vụ Bội Tinh Hạng IV.
- Quân Phong Bội Tinh Hạng IV.
- Lục Quân Huân Chương Đệ Nhị Hạng.